# Melissodes comata
Melissodes comata är en biart som beskrevs av Laberge 1961. Melissodes comata ingår i släktet Melissodes och familjen långtungebin. Inga underarter finns listade i Catalogue of Life.